# هزارپای غول‌پیکر آفریقایی
هزارپای غول‌پیکر آفریقایی (نام علمی: Archispirostreptus gigas) نام یک گونه از رده هزارپائیان است. این گونه هزارپای بزرگ می‌تواند تا ۳۸.۵ سانتی‌متر و با پاهایی به طول، ۶۷ میلی‌متر رشد پیدا کند. بیشترین تعداد پاهای ثبت شده در این گونه هزارپا ۲۵۶ جفت پا بوده است. این هزارپا در قسمت‌هایی از شرق آفریقا، موزامبیک تا کنیا در ارتفاعات ۱,۰۰۰ متری زندگی می‌کند. زیستگاه دلخواه این گونه جنگل است، اما بعضی اوقات در سواحل با تعداد درختان کم پیدا می‌شود. 